# Make It Big
Make It Big é o segundo álbum do duo pop britânico Wham!, lançado em 1984.
Em comparação com o seu trabalho anterior, a dupla teve mais controle sobre a produção do álbum, com George Michael tornando-se o único produtor creditado, uma posição que ocuparia posteriormente em todos os lançamentos futuros até o grupo se separar em 1986. O álbum foi um sucesso crítico e comercial, atingindo o topo das paradas, tanto no Reino Unido quanto nos Estados Unidos, lançando quatro singles, todos superando as paradas em ambos os lados do Atlântico.
Fora dos EUA, "Careless Whisper" foi creditado como um solo de George Michael em seu lançamento como single, enquanto "Everything She Wants" foi lançado como um duplo lado A com "Last Christmas", que mais tarde apareceria no álbum seguinte, Music from the Edge of Heaven.

## Faixas
Todas as faixas compostas por George Michael, exceto onde indicado
1. "Wake Me Up Before You Go-Go" - 3:50[2]
2. "Everything She Wants" - 5:02[3]
3. "Heartbeat" - 4:42
4. "Like a Baby" - 4:12
5. "Freedom" - 5:05
6. "If You Were There" (The Isley Brothers) - 3:38
7. "Credit Card Baby" - 5:08
8. "Careless Whisper" (Michael, Andrew Ridgeley) - 6:30[4]